# Mirandinha
Mirandinha (nacido el 2 de julio de 1959) es un exfutbolista brasileño que se desempeñaba como delantero.
Mirandinha jugó 4 veces para la selección de fútbol de Brasil.

## Trayectoria

### Clubes
| Club                 | País       | Año       |
| -------------------- | ---------- | --------- |
| Ferroviário          | Brasil     | 1977-1978 |
| Ponte Preta          | Brasil     | 1978-1979 |
| Palmeiras            | Brasil     | 1979-1980 |
| Botafogo             | Brasil     | 1980-1982 |
| Náutico Capibaribe   | Brasil     | 1983-1984 |
| Portuguesa           | Brasil     | 1985      |
| Palmeiras            | Brasil     | 1986-1987 |
| Newcastle United FC  | Inglaterra | 1987-1989 |
| Palmeiras            | Brasil     | 1989-1991 |
| Os Belenenses        | Portugal   | 1991      |
| Corinthians Paulista | Brasil     | 1991      |
| Fortaleza            | Brasil     | 1991      |
| Shimizu S-Pulse      | Japón      | 1992      |
| Bellmare Hiratsuka   | Japón      | 1993-1994 |
| Fortaleza            | Brasil     | 1995      |

### Selección nacional
| Selección | País   | Año  |
| --------- | ------ | ---- |
| Absoluta  | Brasil | 1987 |

## Estadística de equipo nacional
| Selección de fútbol de Brasil | Selección de fútbol de Brasil | Selección de fútbol de Brasil |
| Año                           | Partidos                      | Goles                         |
| ----------------------------- | ----------------------------- | ----------------------------- |
| 1987                          | 4                             | 1                             |
| Total                         | 4                             | 1                             |